# Phelekezela Mphoko
Phelekezela Mphoko (ur. 11 czerwca 1940 w Gwizane, zm. 6 grudnia 2024) – zimbabweński polityk, biznesmen i dyplomata, drugi wiceprezydent Zimbabwe od 12 grudnia 2014 do 27 listopada 2017. Służył w powstańczej armii, do 2017 roku był członkiem partii ZANU-PF.